# Кирк, Кристиан
Кристиан Дейвон Кирк (англ. Christian Davon Kirk; 18 ноября 1996, Скотсдейл, Аризона) — американский футболист, выступающий на позиции уайд ресивера в клубе НФЛ «Джэксонвилл Джагуарс». На студенческом уровне выступал за команду Техасского университета A&M. На драфте НФЛ 2018 года был выбран во втором раунде.

## Биография
Кристиан Кирк родился 18 ноября 1996 года в Скотсдейле. Там же он окончил старшую школу Сагуаро. Во время учёбы он играл за её футбольную команду на различных позициях в защите и нападении. В выпускной год в играх за неё он набрал 1692 ярда на выносе и 1187 ярдов на приёме, суммарно занёс 42 тачдауна. По итогам сезона он получил приз Игроку года в Аризоне от компании Gatorade. После окончания школы Кирк получил спортивную стипендию в Техасском университете A&M.

### Любительская карьера
В университете Кирк учился в бизнес-школе имени Лори Мейса. В футбольном турнире NCAA он дебютировал в 2015 году, установив несколько рекордов команды для новичков. Он стал лидером «Эггис» по количеству приёмов мяча, ярдов на приёме и возвратах, числу тачдаунов на приёме. По итогам года Кирк вошёл в сборную новичков NCAA и конференции SEC. По результатам опроса тренеров и агентства Associated Press он был признан Новичком года в конференции.
В сезоне 2016 года Кирк стал лидером конференции по числу приёмов мяча, набрав при этом 928 ярдов с девятью тачдаунами. Три тачдауна он занёс на возвратах пантов. По итогам турнира он вошёл в состав сборной звёзд SEC на трёх разных позициях. Перед началом сезона 2017 года Кирк был выбран капитаном нападения команды. Он сыграл в стартовом составе «Эггис» в двенадцати матчах, набрал 730 ярдов на приёме, 480 ярдов на возвратах начальных ударов и 175 ярдов на возвратах пантов. По итогам года он снова был включён в сборную звёзд конференции.

#### Статистика выступлений в NCAA
| Сезон | Команда         | Игры | Приём | Приём | Приём | Приём | Вынос | Вынос | Вынос | Вынос |
| Сезон | Команда         | Игры | Rec   | Yds   | Y/A   | TD    | Att   | Yds   | Y/A   | TD    |
| ----- | --------------- | ---- | ----- | ----- | ----- | ----- | ----- | ----- | ----- | ----- |
| 2015  | Техас A&M Эггис | 13   | 80    | 1009  | 12,6  | 7     | 11    | 54    | 4,9   | 0     |
| 2016  | Техас A&M Эггис | 13   | 83    | 928   | 11,2  | 9     | 8     | 35    | 4,4   | 0     |
| 2017  | Техас A&M Эггис | 13   | 71    | 919   | 12,9  | 10    | 4     | 31    | 7,8   | 0     |
| Всего | Всего           | 39   | 234   | 2856  | 12,2  | 26    | 23    | 120   | 5,2   | 0     |

### Профессиональная карьера
Перед драфтом 2018 года обозреватель сайта Bleacher Report Мэтт Миллер сильными сторонами Кирка называл надёжность в работе с мячом, характер игрока, хорошую скорость и подвижность, большой опыт игры на возвратах. К недостаткам он относил невысокий рост и небольшую длину рук принимающего, и не лучшую работу на маршрутах. Миллер сравнивал Кирка с игроком «Миннесоты» Стефоном Диггсом, прогнозировал ему выбор во втором раунде и перспективу игры на позиции слот-ресивера и в составе специальных команд.

#### Аризона Кардиналс
На драфте он был выбран «Аризоной» во втором раунде. На его оценку не повлияли обвинения в хулиганстве и порче имущества в феврале 2018 года, когда Кирк был арестован полицией Скотсдейла. В конце мая он подписал с клубом четырёхлетний контракт новичка. В июне он подписал рекламный контракт с компанией Adidas. В своём первом сезоне Кирк сыграл в двенадцати матчах регулярного чемпионата. В декабре в игре против «Грин-Бэй Пэкерс» он получил перелом ноги. На момент травмы он был лучшим принимающим «Кардиналс» с 590 ярдами и занимал по этому показателю третье место среди новичков НФЛ. В среднем по ходу чемпионата Кирк набирал 7,8 ярдов на приём. К тренировкам он приступил летом 2019 года. Перед началом сезона обозреватель сайта НФЛ Марк Сесслер включил его в список игроков, которые могут впервые в карьере войти в число участников Пробоула.
Во втором сезоне в лиге Кирк сыграл в тринадцати матчах регулярного чемпионата, пропустив часть игр из-за травмы голеностопа. Он улучшил свои статистические показатели, сделав 68 приёмов мяча и набрав 709 ярдов с тремя тачдаунами. В 2020 году, после прихода в команду Деандре Хопкинс, роль Кирка в нападении стала не такой заметной. В четырнадцати сыгранных матчах он сделал меньше приёмов и набрал меньше ярдов, но, так же как и Хопкинс, занёс шесть тачдаунов. Сезон 2021 года стал для него самым результативным в карьере. В семнадцати проведённых матчах регулярного чемпионата он сделал 77 приёмов на 982 ярда с пятью тачдаунами. Издание Pro Football Focus поставило его на 42 место среди принимающих лиги с оценкой 72,1 балла. После окончания сезона Кирк получил статус свободного агента.

#### Джэксонвилл Джагуарс
В марте 2022 года Кирк подписал четырёхлетний контракт с клубом «Джэксонвилл Джагуарс». С учётом возможных бонусных выплат игроку сумма соглашения составила 84 млн долларов. Со средней годовой заработной платой в размере 18 млн он вошёл в число десяти самых высокооплачиваемых принимающих лиги. Неназванный сотрудник офиса НФЛ, комментируя сделку для газеты New York Post, назвал её условия «значительной переплатой». Сайт Spotrac.com, специализирующийся на анализе рыночной стоимости игроков, прогнозировал Кирку заработную плату в размере 11,8 млн долларов в год. Обозреватель Sporting News Джейкоб Каменкер выразил мнение, что контракт игрока увеличит общий объём рынка принимающих в лиге, что сыграет на руку другим игрокам этого амплуа, выходящим на рынок свободных агентов.

#### Статистика выступлений в НФЛ

##### Регулярный чемпионат
| Сезон | Команда           | Игры | Приём | Приём | Приём | Приём | Вынос | Вынос | Вынос | Вынос |
| Сезон | Команда           | Игры | Rec   | Yds   | Y/A   | TD    | Att   | Yds   | Y/A   | TD    |
| ----- | ----------------- | ---- | ----- | ----- | ----- | ----- | ----- | ----- | ----- | ----- |
| 2018  | Аризона Кардиналс | 12   | 43    | 590   | 13,7  | 3     | 3     | 35    | 11,7  | 0     |
| 2019  | Аризона Кардиналс | 13   | 68    | 709   | 10,4  | 3     | 10    | 93    | 9,3   | 0     |
| 2020  | Аризона Кардиналс | 14   | 48    | 621   | 12,9  | 6     | 2     | 3     | 1,5   | 0     |
| 2021  | Аризона Кардиналс | 17   | 77    | 982   | 12,8  | 5     | 1     | 11    | 11,0  | 0     |
| Всего | Всего             | 39   | 159   | 1 920 | 12,1  | 12    | 15    | 131   | 8,7   | 0     |

##### Плей-офф
| Сезон | Команда           | Игры | Приём | Приём | Приём | Приём | Вынос | Вынос | Вынос | Вынос |
| Сезон | Команда           | Игры | Rec   | Yds   | Y/A   | TD    | Att   | Yds   | Y/A   | TD    |
| ----- | ----------------- | ---- | ----- | ----- | ----- | ----- | ----- | ----- | ----- | ----- |
| 2021  | Аризона Кардиналс | 1    | 6     | 51    | 8,5   | 0     | 0     | 0     | 0,0   | 0     |
| Всего | Всего             | 1    | 6     | 51    | 8,5   | 0     | 0     | 0     | 0,0   | 0     |